# Городище (Білокриницька сільська громада)
Городи́ще — село в Україні, у Рівненському районі Рівненської області. Населення становить 2380 осіб.
На пологих висотах, малих пониззях за
5 км на північ від автотраси Київ-Львів розкинулось велике село Городище з його
давнішою східною і новішою західною дільницями. Розмежованими смугою мокрот, лугів, ставків при зникаючій річечці Брязкотусі, яка, єднаючись з Білою
Криницею, стає невдовзі Кустинкою — притокою Горині. 

## Герб
У золотому щиті зі срібною базою зелений триголовий пагорб, обтяжений золотим горщиком, що супроводжується зверху срібним наконечником списа, а з обох боків двома співоберненими срібними квітками. У червоній главі срібний розширений хрест.

## Історія

### Перші згадки
Вперше про Городище згадується в Литовській метриці. Датується згадка 1468 роком:
| Олежку Мжачичу (надається) приселок Городищо, што Маско даржал до великого князя (В)оли. |
У ревізії українських замків 1545 року згадується Яцько Жабокрицький з Городища, який зобов'язувався ремонтувати городні Луцького замку. У 1548 році селом володів підскарбій Іллі князя Острозького — Іван, який узяв собі прізвище Городиський. 1559 року його син Іван Іванович Городиський якому тоді належало Городище, звертався до короля Сигізмунда ІІ Августа з приводу надання Городищу статусу містечка з дозволом на ярмарок, чого й добився.
Городище зазнало значних спустошень під час Хмельниччини. На той час ним володів Данило Єловицький, а по ньому його син Андрій Єловицький та його дружина Олександра Петрівна Бабинська.
У церкві Святого Дмитра  (збудована у 1757 р.) збереглися цінні стародруки. Копії метричних книг з 1810 року. У першій половині ХІХ ст., село належало княгині Олександрі Радивил. 
Під кінець ХІХ ст. село мало 74 домів. 617 мешканців, а зараз — 605 садиб, 2380 жителів. Особливо інтенсивно зростають тепер дачні забудови в дільниці Кругле.

### Походження назви
У давнину, на горі, де у наш час знаходиться церква, колись було захисне укріплення, яке було обгороджене високими кілками з гострими кінцями. Коли воїни захищали своє населення, то ставили нові кілки, замість зруйнованих, при цьому приказували один одному: «Городи ще!»
Існує ще одна легенда, за якою в додержавну добу українські поселення мали укріплені городища з високими земляними валами та глибокими ровами. Розміщались вони переважно на високих берегах рік, на порогах, які з двох-трьох боків були оточені річкою.
Назва городище пішла від імені урочища, де в староруську добу знаходилося уже згадане чотирикутне Городище, тобто поселення міського типу. Тепер це східна околиця села, де є підвищення Високе, що знаходиться у напрямку до Білої Криниці. Там розміщені кургани.

### Топоніміка
Колись с. Городище поділялось на три частини: Городище-центр, хутір — «Високе» та «Кругле». Цей поділ зберігся і сьогодні.
Центр
У 1890 р. в центрі була збудована цукрова фабрика. Вона виготовляла високоякісний цукор. Завідувач Кароль Сльоник запрошував до себе, здебільшого поляків, рідше росіян. Кароль Сльоник був представником міщанства. Місцеві люди там не працювали. Вони й жили далі від фабрики і від її працівників. От саме цю частину землі, де жили «переселенці» було названо Колонією, що означає «віддалена частина».
І колонією правив солтис Кароль Сльоник. Ця назва залишилась і досі. Зараз це вулиці Зелена, Гранична і частина Рівненської.
«Високе»
Назва пішла від найвищої гори села — «Висока» або «Виська».
На хуторі Високе є багато джерел. Одне з них називають Кам’яна  криниця. Вибігає на поверхню з-під пагорбка з каменю. Люди помітили це і назвали саме так. Вода в цій криниці найкраща на всю округу: чиста, холодна, смачна. Від сонця джерело захищають кущі ліщини та осика. Ставок, який є на хуторі, найбільше води отримує з цієї криниці. Багато людей, які жили на хуторі, хотіли перед смертю напитись води саме з Кам'яної криниці.
«Кругле»
На дачному масиві раніше був хутір, який називався «Кругле». Тут було п'ять будинків, які стояли по колу. Зараз не залишилося ні однієї тієї будівлі, залишився лише невеликий лісочок, насаджений тими ж хуторянами, а також невеличка копанка, де купаються діти.
Хутір «Кругле» тепер перетворився на село Кругле. Це друга частина великого села Городище.
Інші топоніми
У селі знають чимало іменованих місць: Куреня (поле на місці лісу і поодиноких куренів); Конторські стави (штучні водоймища, які колись належали цукровому заводу); Вовча гребля, небезпечна для перехожих, грузьке місце неподалік греблі «Ковалева стежка»
(мале водоймище біля садиби коваля Вітрука); безодня (джерело на драговині), Магерівка (орний ґрунт колишньої маєтності Магери); Ясінник (поле біля ясеневого гаю); Заріччя (куток-хутірець — колонія за річкою); Казенщина (пасовисько неподалік однойменного хутора в напрямку Білої Криниці); Кам'яна   криниця (колодязь, зроблений з каменю); Замчисько (підвищення, де нібито розміщувався замок); Гнила криниця (джерело в болоті); Грабина, Діброва, Березнище (колишні ліси, гаї); коло Гощанів (місця, де стояв вітряк); міждоріжжя, сіножаті тощо.
Визначне місце в історії села займав цукровий завод. Перші будівлі заводу були збудовані за царя. Свідченням цього є викладені каменем дати на будівлях заводу (1905,1907,1908). Завод складався з декількох цехів. Паливною сировиною був ліс, який завозили з інших міст і вирубувала навколо заводу, що позначалось на ландшафті села. між містами була прокладена залізниця, якою постачали цукор, і відповідно, робили рафінад. Залізниця була і між цехами. На території заводу було вісім димохідних  труб, висотою понад сорок метрів. До нашого часу залишилася тільки дві труби. Дивлячись на них, дивуєшся, якої якості була цегла, якої майстерності повинна була бути праця ремісника.
На території с. Городище було польське кладовище — погост. За радянської влади це кладовище було зруйноване. На тому місці, де було кладовище, тракторами засівали поле. При в’їзді в село можна побачити невеличке кладовище с. Кругле, яке налічує до десятка могил. Зараз на території кладовища збудований храм. Пізніше померлих ховали в с. Біла Криниця і на новому кладовищі с Городище, яке відкрилось на початку 60-х років минулого століття, про що вказують надписи на могилах в центрі каладовища біля великого хреста, закладеного при відкритті.
Школа в с. Городище була створена за часів Польщі. Вона була семирічною. З приходом Радянської влади було відкрито дві школи: в одній навчались українською мовою, у другій — польською. Така школа існувала до виїзду поляків у Польщу.
У нашій школі навчався перший Президент України Леонід Макарович Кравчук, який народився 10 січня 1934 року в селі Великий Житин Волинського воєводства Польщі (тепер Рівненська область України). 1950 року закінчив Городищенську семирічну школу Олександрійського району Рівненської області (тепер рівненського району), з похвальною грамотою, тож у Рівненський кооперативний технікум його прийняли без вступних іспитів.
Історія утворення Городищенської виправної колонії Рівненської області (№ 96) бере початок з 30 січня 1951 року. У цей день виконавчий комітет Ровенської обласної ради народних депутатів трудящих розглянув клопотання Ровенського обласного управління МВС про передачу під інвалідну колонію приміщень, які знаходяться в с. Городище Олександрійського району- основний корпус і два окремих будинки рафінованого заводу, які на той час тимчасово орендували облзаготзерном під глибинний пункт.
У селі знаходиться середня школа у якій навчається 213 учнів. Тут розміщено відділок Білокриницького дослідного господарства, котре спеціалізується на виробництві насіння зернових культур.

## Об'єкти на території села
1. Аварійно-рятувальна частина АРЗ СП ТУ ДСНС України в Рівненській області.
2. Державна установа "Городищенська виправна колонія (№ 96)".
3. Державне підприємство "Підприємство Городищенської виправної колонії (№ 96)
4. Свято - Дмитрівська церква УПЦ МП.
5. Свято - Дмитрівська церква УПЦ КП.
6. Релігійна громада Євангельських Християн-Баптистів.
7. Дім молитви.
8. Городищенський ліцей.
9. Магазин - кафетерій «Кароліна».
10. Магазин «Все для дому».
11. Магазин "Крамниця" (не є працюючим)
12. Кафе-бар «Зустріч».
13. Городищенська сільська рада
14. Фельдшерсько - акушерський пункт.
15. Клуб.
16. Публічно-шкільна бібліотека.
17. Перукарня "Валерія".

На території сільської ради знаходяться дві пам'ятки. Які перебувають на державному обліку та під державною охороною, а саме:
- пам'ятний знак землякам, які загинули у ВВВ — пам'ятка  історії взята під державну охорону розпорядженням Президента України по Рівненській області № 477 від 24.10.1993 року. Знаходиться в центрі села поблизу школи, розмір 9×13 м.
- городище давньоруського часу (Х-ХІІІ ст.) — пам'ятка археології взята під державну охорону рішенням рівненської обласної ради народних депутатів № 56 від 10.08.1995 року. Знаходиться на церковному подвір'ї, орієнтовна площа — 0,03 га.

У селі живуть майстриня з вишивки картин — Бурда Марія Феодосіївна, а Козлюк Євгенія Онисимівна — рушників та серветок. Проживає майстер, який займається плетінням з очерету — Гайдук Анатолій Павлович.

## Публічно-шкільна бібліотека
Бібліотека в селі Городище Рівненського району Рівненської області заснована у 1953 році.
Першим бібліотекарем була Волошина Галина Семенівна.
У даний час ПШБ с. Городище очолює Климук Зоя Олексіївна. За освітою — бібліотекар, закінчила бібліотечний факультет Дубнівського державного училища культури.
ПШБ с. Городище обслуговує село Городище та Кругле. Розміщене в двох приміщеннях: при ФАПі — площа 30 м² та в школі — площа 25 кв.м.
Користувачами бібліотеки є 704 жителі села (за єдиним формуляром 521), у тому числі 230 дітей.
Загальний фонд бібліотеки складає 12365 примірників книг та 2060 підручників. Фонд розставлений згідно ББК. Має
вільний доступ для користувачів.

## Люди
- Кавалерова Ніна Антонівна — український педагог, професор.

### Ветерани Другої Світової війни
Гаврон Василь Максимович, народився в 1925 році в селі Городище Рівненського району Рівненської області. 14 березня 1944 року Олександрійським райвійськоматом був призваний в ряди Червоної Армії. Воював в 268 дивізії, 52 стрілецького полку, був розвідником. Неодноразово вирушав в тил ворога з метою захоплення німецьких солдатів
або офіцерів щоб добути від них оперативні відомості.
Гаврон В. М. мав звання молодшого сержанта, двічі отримував поранення та тричі контузії. За бойові заслуги в роки Великої Вітчизняної війни був нагороджений орденом «Слави ІІІ ступеня» і медалями «За відвагу» та  «За перемогу над Німеччиною у Великій Вітчизняній війні 1941—1945 рр.»
Помер 26 червня 2000 року.
Чемериця Пилип Тарасович
народився 10 жовтня 1917 року в селі Червоне Берчинського району.
Через десять днів після початку війни він пішов на фронт. У дні війни захищав Смоленськ, Калугу, Москву. Під час оборони Москви закінчив московське військово-інженерне училище. Став командиром. Коли почали наступ за взяття міст Малоярославль, Юхнов, Мединь був командиром. Потім воював на першому Українському фронті. Брав участь у визволенні міста рівне, Дубно, Броди, Львів. Визволяв і міста братньої Польщі — Горславу, Вітенберг. Одержав багато нагород. За форсування Вісли і штурм міста Сандомирка був нагороджений орденом «Червоної зірки». За штурм фортеці Шнайман — орденом «Червоного прапора», а за форсування Ельби — орденом «Вітчизняної війни» ІІ ступеня.
Брав участь у війні в складі штурмових військ. Пізніше в складі інженерно-саперних. Закінчив війну в районі Праги 12 травня 1945 року.
Помер 03.03.1992 року. 